# Jozef Sułkowski

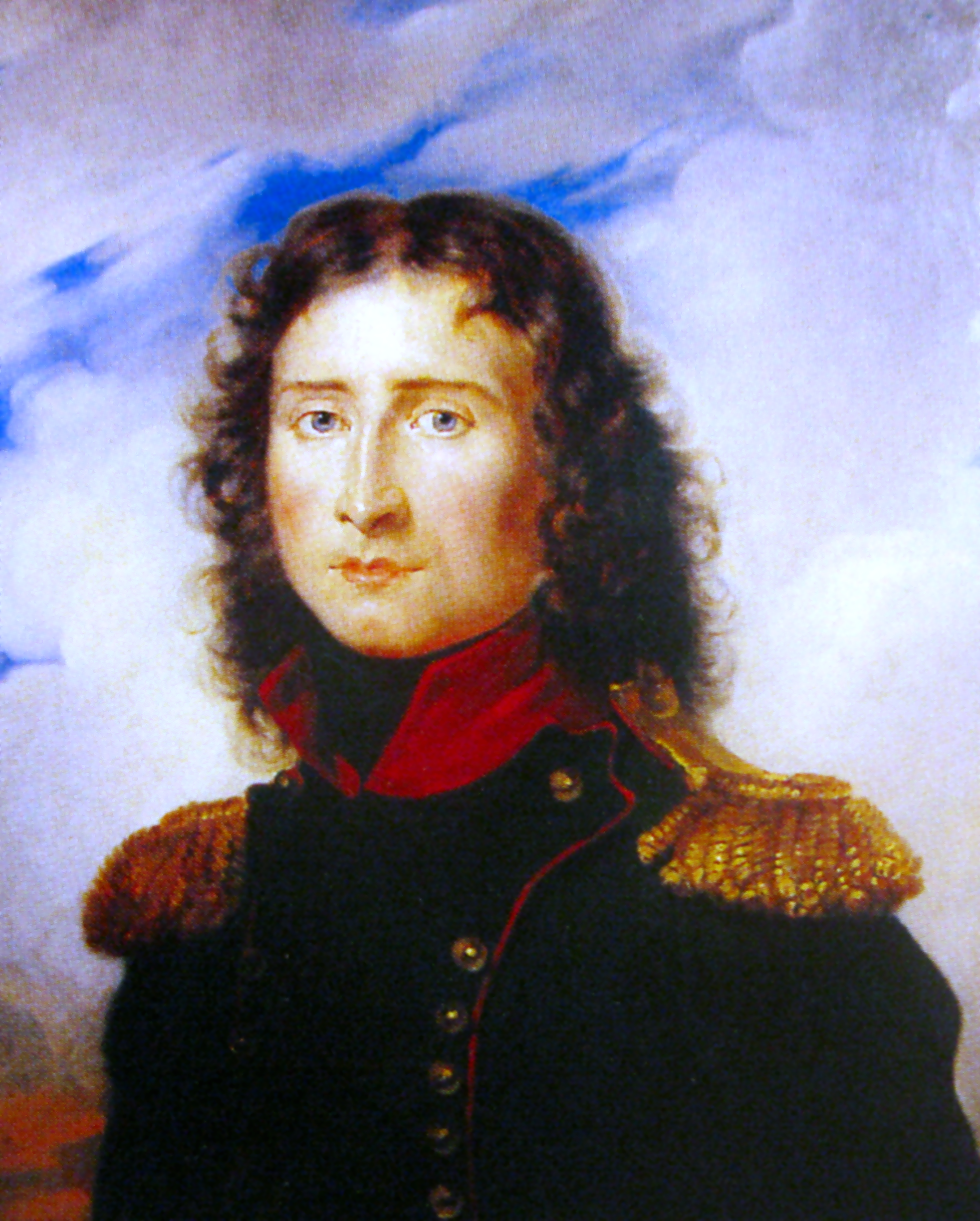
Jozef Sułkowski als französischer Offizier

Jozef Sułkowski (* 17. Januar 1773 in Poznań; † 22. Oktober 1798 in Kairo) war ein polnischer und französischer Militär und Adjutant Napoleons im Italien- und Ägyptenfeldzug.

## Leben
Er stammte aus der polnischen Adelsfamilie Sułkowski. Er war Neffe von August Kazimierz Sułkowski, der ihn adoptierte und für seine Erziehung sorgte. In dieser Zeit besuchte er noch als Kind fast alle großen Höfe in Europa und wurde auch Königin Marie-Antoinette vorgestellt. Unterstützt von seinem Onkel trat er in die polnische Armee ein. Dort brachte er es bis zum Hauptmann. Nach einem Streit mit seinem Onkel wurde Sułkowski enterbt. In dieser Zeit hat er intensive Sprachstudien betrieben und beherrschte schließlich Englisch, Französisch, Deutsch, Italienisch, Türkisch und Arabisch. In die Diskussion um die Verfassung von 1791 griff er mit einer Streitschrift ein.
Er diente im polnisch-russischen Krieg von 1792. Dabei hat er mit 500 Mann eine Brücke gegen 5000 russischen Soldaten gehalten. Daraufhin wurde er zum Regimentskommandeur ernannt. Er war auch einer der ersten Träger des neu geschaffenen polnischen Ordens Virtuti Militari. Sułkowski hat eine Geschichte des Feldzuges veröffentlicht.
Sułkowski ging nach Frankreich und unterstützte die Revolution. Zunächst diente er als Diplomat und wurde zur Botschaft nach Konstantinopel entsandt. 1793 erhielt er die französische Staatsbürgerschaft und heiratete eine der beiden Töchter des Orientalisten Jean-Michel de Venture de Paradis. Nach Ausbruch der polnischen Revolution, auch Kościuszko-Aufstand genannt, von 1793/94 wurde er vom Botschafter zu einer geheimen Mission nach Polen entsandt. Obwohl er mehrfach von österreichischen Beamten gefangen genommen wurde, erreichte er sein Ziel. Eine nennenswerte Rolle hat er bei den Ereignissen nicht gespielt. Allerdings war er über die Ereignisse so gut informiert, dass er einen Bericht darüber in zwei Bänden abfasste. Der Aufstand endete mit der dritten Teilung Polens.

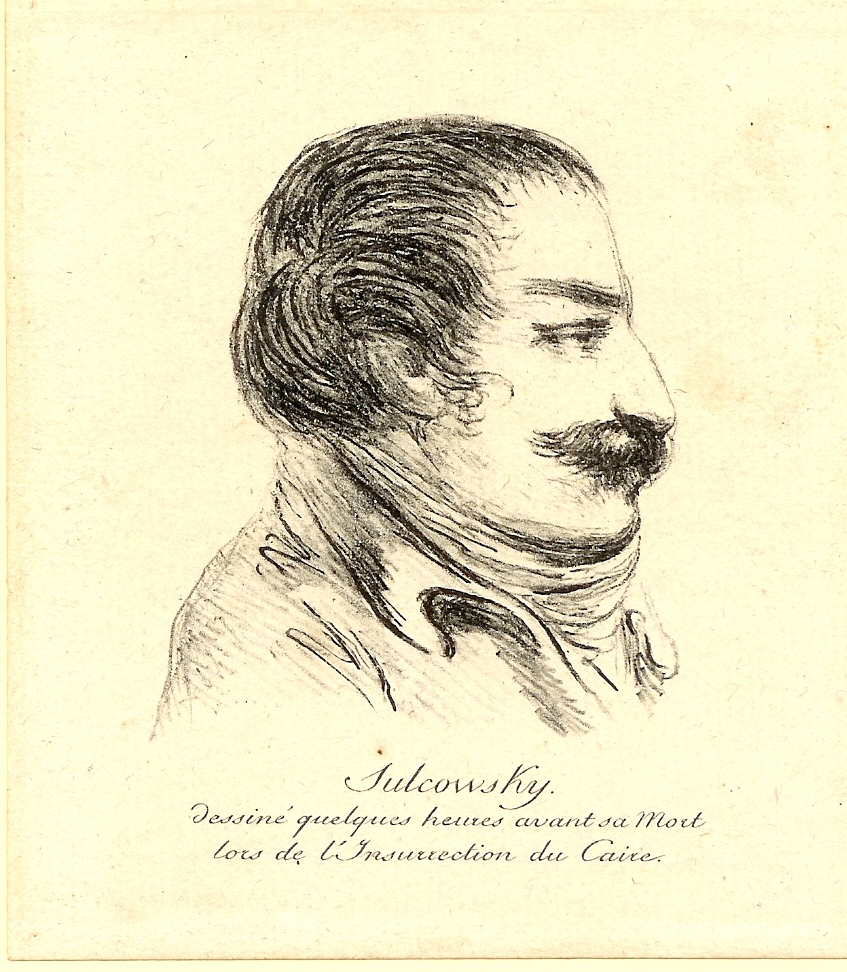
Jozef Sułkowski wenige Stunden vor seinem Tod

Nach dem Ende der polnischen Unabhängigkeit kehrte er nach Frankreich zurück. Er trat am 1. Mai 1796 in die Armee ein und wurde im Range eines Capitains zur Italienarmee versetzt. Dort wurde Napoleon auf ihn aufmerksam. Er war beeindruckt durch seine militärische Tapferkeit, die Sułkowski etwa bei der Eroberung einer feindlichen Batterie bewies, schätzte aber auch dessen Sprachkenntnisse und seinen militärischen Sachverstand. Er machte ihn als Aide-de-camp zu seinem persönlichen Adjutanten. In der Schlacht von Arcole wurde er verwundet. Auch über den italienischen Feldzug hinterließ Sułkowski Aufzeichnungen, ohne dass diese veröffentlicht wurden. Einige Autoren behaupten, Sułkowski wäre von Napoleon zum Brigadegeneral befördert worden, andere verweisen dagegen darauf, dass er nie einen höheren militärischen Rang erreicht hätte.
Nach dem Ende des Krieges versuchte Sułkowski Napoleon zur Unterstützung der polnischen Sache zu bewegen. Er machte 1798 auch den Feldzug nach Ägypten mit. In der Schlacht bei den Pyramiden wurde er erneut verwundet. Er wurde Mitglied des Institut d’Égypte und mit verschiedenen Arbeiten beauftragt. Dazu zählte insbesondere die Erarbeitung eines französisch-arabischen Wörterbuchs. Sułkowski hat sich auch an der Erforschung der ägyptischen Altertümer beteiligt. Er selbst fand den Kopf einer Isis-Statue und einen Stein mit Hieroglypheninschriften, an deren Übersetzung er sich versucht hat.
Bei dem Aufstand von Kairo wurde er am 22. Oktober 1798 mit seiner Patrouille in einem Hinterhalt gelockt und zerstückelt. Napoleon schrieb am 27. Oktober an das Direktorium: „C´était un officier des plus grandes espérances.“ Napoleon benannte ein Fort an der Straße nach Belbeis „Fort Sulkowski“. Sein Name (SULKOWKI) wurde im Arc de Triomphe verewigt. Dominique-Vivant Denon fertigte wenige Stunden vor dem Tod Sułkowskis eine Portraitzeichnung an, die er dann um 1810 als Vorlage einer seiner ersten lithographischen Arbeiten benutzte.